# Sanakt
Sanakt(e) je bio 1. faraon 3. dinastije drevnog Egipta. Prema starijim teorijama, vladao je od 2686. pr. Kr. do 2668. pr. Kr. Danas postoje dokazi zbog kojih se sumnja u Sanaktovo smještavanje kao 1. među faraonima 3. dinastije. 

## Ime
Sanakt znači "snažna zaštita". Zvan je i Nebka - "gospodar duše". Njegovo ime Sanakt je ponekad skraćivano kao Sa. Maneton ga je nazvao Neherof, Neherohis i Mesohris. 

## Teorije

### Postojanje i vladavina
Sanaktovo je postojanje potvrđeno mastabom K2, grafitima i predmetima. Ipak, njegova reputacija kao osnivača 3. dinastije je dovedena u pitanje nedavnim arheološkim otkrićima u Abidu. Prema njima, izgleda vjerojatnije da je Sanakt bio kasniji kralj treće dinastije. 
Malo je relikvija ostalo iz Sanaktovog doba što baca veliku sumnju na Manetonove navode i navode Torinskog popisa kraljeva o 18 godina vladavine ovog kralja. Treba naglasiti kako su i Torinski popis i Maneton svoje podatke iznosili dvije tisuće godina nakon doba egipatske treće dinastije, pa je za očekivati da će oni biti netočni ili nepouzdani. Torinski popis je, na primjer, zapisan na papirusima koji datiraju u doba vladavine Ramzesa II., kralja koji je vladao Egiptom od 1279. do 1213. pr. Kr.

### Sanakt i kraljevska obitelj
Veza Sanakta i Kasekemuija, posljednjeg vladara 2. dinastije, nije do kraja objašnjena. Zna se da je Sanakta, prema uobičajenim tvrdnjama, naslijedio Džozer, sin Kasekemuija i Nimaetap. Sanaktova žena je bila Ineitkaues, Džozerova sestra. Sanakt je naslijedio Kasekemuija samom ženidbom za Ineitkaues. Nisu poznata djeca Sanakta i Ineitkaues, pa je logično da je nakon Sanaktove smrti Džozer postao kralj; on je možda i svrgnuo Sanakta. Jedna druga teorija smatra da je Sanakt bio Džozerov stariji brat, koji je oženio svoju sestru, a jer je umro bez djece, naslijedio ga je Džozer.  

## Grobnica
Velika mastaba K2 kraj Abida sadrži fragmente sa Sanaktovim imenom. Također sadrži ostatke kostura, koji možda pripada ovom kralju. Maneton kralju pripisuje neobičnu visinu, što odgovara pronađenim ostacima.

## Vanjske poveznice
Sanakt, misteriozni kralj egipatske 3. dinastije